# Gràfica de tisores

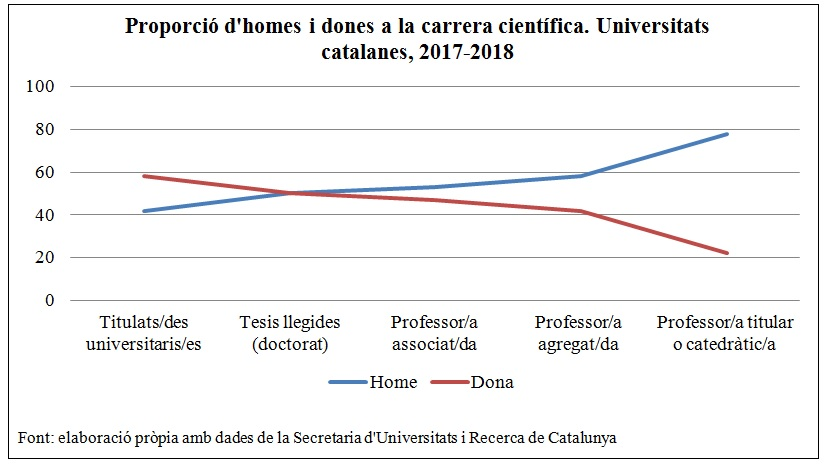
Gràfica de les tisores a les universitats catalanes, 2017-2018

La Gràfica de tisores és la representació gràfica del biaix de gènere a les universitats o centres de recerca. Representa el pes dels homes i les dones al llarg de la carrera científica. A l'eix d'abscisses s'indiquen les diverses etapes de la carrera investigadora (des de l'etapa formativa universitària passant pels diferents graus de personal docent i/o investigador, fins als càrrecs més alts, com a professors/es titulars o catedràtics/ques a les universitats o caps de grup als centres de recerca) i a l'eix de coordenades s'indica el percentatge que representen els homes i dones.
La gràfica mostra com, de forma generalitzada, les dones acadèmiques o investigadores, tot i ser majoria en les etapes formatives, es van perdent a mesura que ascendeixen a la carrera científica i són moltes menys que els homes en les posicions de més responsabilitat professional, com professores titulars, catedràtiques o caps de grup. Aquesta realitat dibuixa una forma similar a unes tisores amb un punt d'encreuament que coincideix amb l'etapa del doctorat en què els homes i les dones tenen el mateix pes.
La gràfica de les tisores mostra la segregació vertical que viuen les dones al llarg de la carrera científica segons la categoria laboral. Tenint en compte que el desequilibri comença a donar-se al final de l'etapa formativa -una vegada els homes i les dones s'incorporen al món laboral- i que el desequilibri s'accentua a mesura que s'ascendeix a la carrera professional, es pot deduir que les causes de la inversió de les xifres en detriment de les dones es deu a la discriminació per gènere que es dona en els processos de selecció i promoció de la carrera professional, alhora de definir les condicions laborals (condicions i tipus de contracte, bretxa salarial…) i en la concessió de finançament a recerques liderades per dones.  

## Dades a Catalunya

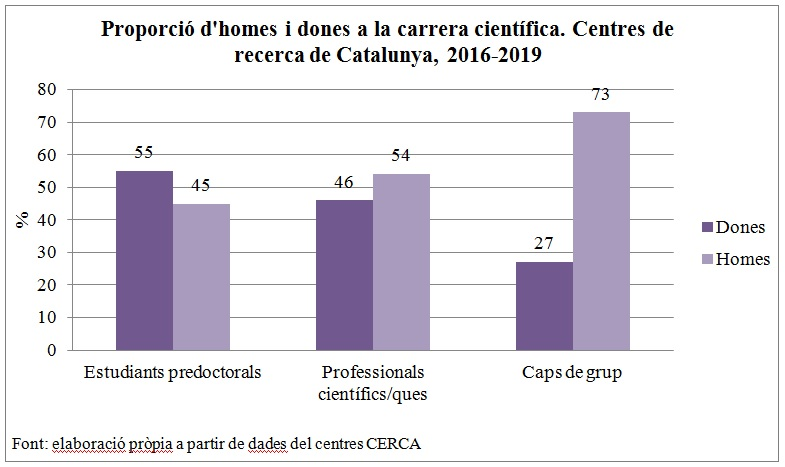
Proporció homes i dones als centres de recerca de Catalunya, 2016-2019

Seguint la mateixa tendència que a la resta de l'Estat espanyol i que a la Unió Europea, les xifres indiquen que a Catalunya la presència de dones com estudiants universitàries i predoctorals i com a professionals científiques, a les primeres etapes de la carrera investigadora, és equilibrada amb els homes, però la seva presència en posicions de responsabilitat, com a caps de grup als centres de recerca, és molt menys freqüent (vegeu gràfica) i evidencia un clar desequilibri. Dels 42 centres de recerca que hi ha a Catalunya només dos estan dirigits per dones. La segregació vertical que s'observa al llarg de la carrera científica entre les professionals que treballen en centres de recerca és equiparable a la de les professionals que duen a terme la seva activitat científica a la universitat (les dones professores titulars o catedràtiques representaven el 2018 el 22% del total).
Segons dades de 2018, la menor proporció de dones com a caps de grup és especialment accentuada en àrees cientificotecnològiques (17%). Fins i tot en àrees de coneixement on les dones estan sobrerepresentades a les carreres universitàries, com el cas de les ciències de la salut (el 73% del total d'estudiants eren dones) elles continuen tenint un pes ínfim en els càrrecs de poder.
Hi ha d'altres indicadors que mostren la discriminació per gènere en la carrera científica en detriment de les dones. Un d'ells és el percentatge de contractes permanents segons el sexe. Les dones ocupen les posicions més precàries o inestables en la recerca. Si bé des de 2007 es produeix una tendència a equilibrar-se el percentatge d'homes i de dones que tenen contractes permanents a les universitats de Catalunya, el 2017 les dones encara representaven el 45% de tots els contractes permanents. Un altre indicador és el percentatge de títols honoris causa atorgats a dones a la universitat pública. El percentatge més alt de dones a qui se'ls havia atorgat aquest títol, entre 2006 i 2016, era el 33% de la Universitat Oberta de Catalunya i es reduïa fins al 7% a la Universitat Pompeu Fabra. El finançament de la recerca i el pes de publicacions liderades per dones són, també, indicadors del biaix de gènere a la ciència. El 2018, el 29% del total de recerques finançades a través de convocatòries competitives eren liderades per dones i la darrera dada disponible mostrava que el 12% de les publicacions científiques eren encapçalades per una dona, el 30% l'autoria era compartida i el 58% de les publicacions restants estaven liderades per un home.

## Causes del biaix de gènere a la ciència
La pèrdua de dones al llarg de la carrera científica, tal com succeeix en d'altres àmbits professionals, és el resultat de barreres invisibles que limiten l'ascens a la carrera professional o sostre de vidre i, també, a forces invisibles que retenen a les dones a treballs de menys prestigi o salari, l'anomenat terra enganxós.
Algunes d'aquestes barreres o forces invisibles que dificulten a les dones arribar a càrrecs de poder són les següent:
- La discriminació per gènere basada en estereotips que es produeix alhora de contractar, promocionar, avaluar i finançar la recerca.[19][20][21][22]
- La cultura androcèntrica a les institucions científiques fa que predominin els valors tradicionalment masculins (competitivitat, individualisme, interès personal, ...) i no es tenen en compte les necessitats i interessos de les dones, per exemple, pel que fa la conciliació de la vida familiar i professional.[14][17]
- Les baixes per maternitat en un context de falta de polítiques de cures i de poca promoció de la corresponsabilitat.[23][17]
- Els factors psicosocials i culturals que relacionen la masculinitat amb el lideratge, l'autoritat i amb la presa de decisions.[24][17]

## Impacte del biaix de gènere a la ciència
Obstaculitzar la plena participació de la dona a la ciència genera un impacte negatiu a la ciència i a la societat en general. Suposa una pèrdua de potencial intel·lectual, així com limita la meritocràcia acadèmica, la competitivitat i l'excel·lència. La manca de diversitat en els equips de recerca perpetua una cultura organitzativa androcèntrica centrada en la competició i afavoreix la presa de decisions verticals, així com suposa un biaix en la selecció dels temes de recerca rellevants, de les metodologies i de les veus a qui es dona autoritat.

## Accions i bones pràctiques
Els darrers 15 anys, la comunitat internacional i el govern d'Espanya i de Catalunya, han fet un esforç per integrar la perspectiva de gènere en totes les etapes de la carrera científica i promoure un canvi en la cultura organitzativa mitjançant diverses accions. El 2016, amb l'objectiu d'aconseguir l'accés i la participació plena de les nenes i les dones a la ciència, l'Assemblea General de les Nacions Unides va decidir proclamar el dia 11 de febrer com el Dia Internacional de les Dones i les Nenes en la ciència.
Accions i bones pràctiques per corregir el biaix de gènere a la ciència proposades per organismes nacionals i internacionals i comissions de treball sobre dona i ciència són:
- Sensibilitzar les comunitats científiques i donar més visibilitat a les dones en el context científic.
- Promoure la recerca inclusiva i desmasculinitzar els equips directius i comitès d'avaluació.
- Incloure la perspectiva de gènere en l'avaluació de projectes i de les publicacions.
- Afavorir la reincorporació de les dones a la carrera investigadora després de la baixa per maternitat i activitats de cures familiars
- Revisar i millorar les mesures per a la conciliació i sobre condicions laborals
- Revisar models que s'hagin aplicat amb èxit en altres sistemes de recerca internacionals.
- Monitorar la implementació de les diverses mesures i accions.